# Tassadia propinqua
Tassadia propinqua är en oleanderväxtart som beskrevs av Joseph Decaisne. Tassadia propinqua ingår i släktet Tassadia och familjen oleanderväxter. Inga underarter finns listade i Catalogue of Life.